# イースト・イースト
「EAST-EAST」（イースト・イースト）はリトアニアと日本の建築家および建築を学ぶ学生によって開催された、複合的フォーラムである。

## 背景
リトアニア・日本建築フォーラムは現在までに前リトアニア大使を務めていた、リトアニア共和国、外交官のダイニュス・カマイティスの構想により実現された。彼はそれまでにはなかった建築分野での二国間交流の道を開くため、双方に働きかけ関係を築き上げた。2002年にはカウナス市、並びにリトアニア建築協会カウナス市部の協力のもと、リトアニア・日本建築フォーラムが開催された。フォーラムは成功を収め双方からの称賛を受け、カマイティスのイニシアティブのもと、第二回リトアニア・日本建築フォーラムが2009年にヴィリニュス、第三回は2011年に東京、第四回は2013年にカウナスで開かれた。これら全てのイベントはリトアニア建築協会、並びに日本建築家協会から協賛を得ている。
日本・リトアニア間の関係強化及び友好親善に寄与したカマイティスは日本政府により、令和元年秋の外国人叙勲として旭日重光章が授与された。

## 「East-East」の由来
「East-East」は、「それぞれヨーロッパとアジアの東端に位置するリトアニアと日本」に由来し、二国間の相互理解、協力そしてハーモニーを意味する。

## 目的と骨組み
リトアニアと日本の建築家を結ぶ出発点となるフォーラムは以前行われているため、それをきっかけとし、その繋がりをより強固で今後に続くものにし、建築家だけでなく、建築を学ぶ学生にも波及させるため、企画、実現された。
1週間にわたり開催された本イベントは、以下3つの柱から構成された：
- 建築家による作品展示
- 公開フォーラム
- 学生向けワークショップ

## 「EAST-EAST 1」
第1回フォーラムは、2002年7月30日から8月1日にかけカウナス市のミコラス・ジリンスカス・アートギャラリーで開催された。日本側からは「建築界のノーベル賞」と呼ばれるプリツカー賞を1993年に受賞した槇文彦を代表とする建築家一行（芦原太郎、新居千秋、古市徹雄、国広ジョージ、北山恒、大野秀敏、隈研吾）が参加した。
リトアニア建築家協会名誉賞を受賞した槇文彦による基調講演は人々の関心を呼び、主催側のリトアニア建築家協会カウナス支部長、リナス・トゥレイキスもリトアニアの現代建築について講演した。

### 展示会
本フォーラムは、ヴァルダス・アダムクス大統領出席のもと、リトアニア・日本両国建築家の合同作品展示会からスタートした。今回のフォーラム出席者以外にも、古谷誠章、岩村和夫、北川原温、内藤廣、大江匡、横河健が、リトアニア側からは、ヴィリュス・アドマヴィチュス、アウドリュス・アムブラサス、アルトゥーラス・アサウスカス、ギンタラス・チャイカウスカス、ダリュス・チュタ、ゲディミナス・ユレヴィチュス、アルギマンタス・カンチャス、アウドリース・カラリュス、シャルーナス・キャウネ、ケストゥティス・キシエリュス、シギタス・クンツェヴィチュス、サウリュス・ミクシュタス、ギンタウタス・ナトケヴィチュス、ロランダス・パレカス、サウリュス・ペメルネツキス、ケストゥティス・ペンペ、ラムーナス・ラスラヴィチュスが展示を行った。

### 公開フォーラム
7月30日から31日にかけて、公開フォーラムが「新プログラム」、「新建築」、「新様式」、「新素材」、「東と東の出合い（East meets East）」の5つのテーマに沿って行われ、興味深い意見が活発に交わされるディスカッションとなった。日本人建築家の発言が各自の建築プランを例に即した現実的なものが多かったのとは対照的に、リトアニア人建築家（トマス・グルンスキス、ユーラテ・トゥトゥリーテ、ヴィータウタス・ペトゥルショーニスとヨーナス・アウデーヤイティス）からは理論的意見が多く見受けられた。

### 学生ワークショップ
学生向けワークショップは、カウナス市の都市計画の中でも緊急課題のひとつである市に隣接する河川地域の再計画というテーマのもと、ビリニュス芸術アカデミーカウナス校にて7月27日から8月1日にかけて開催された。ソビエト支配時にカウナス市に続々と建てられた工場群は、都市構造に大きなダメージを残した。独立回復後、それらネムナス川一帯の工場群はほとんど閉鎖されたが、ソビエト時代の交通網の再編により、二河川の合流地点に位置するカウナス市は、その特徴的な立地とは裏腹に、川との繋がりを失ってしまっている。
ワークショップは17人の日本人学生と、19人のリトアニア人学生を1チーム6人の混合編成で分け、グループ単位で河川地域一帯を活性化し、魅力を取り戻すために効果的な建築的コンセプトを探り、提案した。「トンネル」と題した加藤イオ、富田俊介、岸本秦明、トーマス・クチンスカス、アウレヤ・レスカウスカイテ、エイバラス・ラスタウスカスの提案が最優秀賞に選ばれ、2位に「パラサイト」、3位に「マジックボックス」が選ばれた。
参加学生所属大学は、
- 日本：東京藝術大学、横浜国立大学、日本大学、東京大学、国士舘大学、千葉工業大学、東京理科大学
- リトアニア：カウナス工科大学、ヴィリニュス芸術アカデミー[13]、ヴィリニュス芸術アカデミー附属カウナス芸術学部[14]、ヴィリニュス・ゲディミナス工科大学であった。

## 「EAST-EAST 2」
第2回は、ヴィリニュス市のヴィリニュス市役所、現代アートセンターを会場に2009年6月30日から7月4日にかけて開催された。著名な建築家、山本理顕率いる芦原太郎、国広ジョージ、横河健、古谷誠章、手塚貴晴、西沢大良、千葉学、三分一博志からなる建築家一行が参加し、ヴィリニュス市役所で開かれた開会式では、山本理顕が基調講演を行った。

### 展示会
手塚貴晴、西沢大良、千葉学、三分一博志、遠藤秀平（展示のみ）が「日本の新建築潮流2009」と題した作品展示をヴィリニュス市役所にて行った。

### 公開フォーラム
7月1日に現代アートセンターで公開フォーラムが開催された。各国2名ずつスピーカーをたて、ディスカッションが行われた。芦原太郎とトーマス・グルンスキスが都市生活における公共スペースについて意見を述べ、横河健およびギンタラス・チャイカウスカスによって伝統的家屋の哲学が紹介された。引き続き「建築は文化の一端なのか？」と題された国際会議が国広ジョージと古谷誠章参加のもと、7月3日にヴィリニュス旧市庁舎で行われた。

### 学生ワークショップ
ワークショップは日本人学生、リトアニア人学生各10名を4つの混合チームに分け、問題を抱えた地域の再計画をテーマに競って行われた。テーマはヴィリニュス市内にある通称「建築公園」と名づけられたエリアの復興を提案するというもので、58ヘクタールに及ぶこの公園一帯は旧市街沿いに流れるヴィルネーレ川の沿岸にあり、19世紀からの産業開発を経て工場が点在するようになり、周辺の自然環境との調和や旧市街との関係を絶たれ、完全に孤立した工業地帯に変わり果ててしまっていた。ワークショップでは、この建築公園を「最新スポット」に変貌させ、人々 が集まることでエネルギーの中心となるような場所に変える提案を求められた。
7月4日にミンダウガス橋のたもとに位置する文化プラットフォーム、KultFluxで行われた発表会では、国広ジョージとギンタラス・チャイカウスカス指導下の山田浩史、野上広幸、イエジ・スタンケヴィッチ、 マリウス・シチェルビンスカス、ラサ・ ヒミエリャウスカイテの提案した「谷（Valley）」が最優秀賞に選ばれた。水辺を有効に配置したこの提案は、工場を水で囲み、つなぐことにより、プールや劇場、映画館として再利用し、コミュニケーションと娯楽の場として息を吹きかえらせるというものであった。
参加学生所属大学は、
- 日本：早稲田大学、東海大学、京都工芸繊維大学、国士舘大学、
- リトアニア：カウナス工科大学、ヴィリニュス芸術アカデミー[13]、ヴィリニュス芸術アカデミー附属カウナス芸術学部[14]、ヴィリニュス・ゲディミナス工科大学であった。

## 「EAST-EAST 3」
2011年5月31日から6月4日にかけ、3度目となるイベントがJIA会館、銀座東急ビルおよび行幸地下ギャラリーにて開催された。リトアニア側一行は10名の一流建築家グラジナ・ヤヌリーテ・ベルノティエネ、ギンタラス・バルチーティス、リナス・トゥレイキス、アルギマンタス・カンチャス、ギンタラス・チャイカウスカス、リナス・ナウヨカイティス、ロランダス・パレカス、マリュス・プラナス・シャリャモラス、ドナルダス・トライナウスカス、ギンタウタス・ヴィエヴェルシースと10名の建築を学ぶ学生から構成された。

### 展示会
6月1日から29日まで、日本とリトアニアの建築家がそれぞれ40ずつの作品展示を行幸地下ギャラリーで行った。これは東京で開催予定の第24回世界建築会議（UIA2011）のプレイベントであるUIA2011 TOKYO 111 Days Before展の一環として開催された。
リトアニア側の展示は下記建築事務所、プロジェクトチーム、そして個々の建築家により行われた。
建築事務所：Kančo studija、Ambraso architektų biuras、G.Natkevičius ir partneriai、E.Miliūno studija、R.Paleko Arch-studija、Architektūros estetikos studija、Vilius ir partneriai、Vilniaus architektūros studija、Laimos ir Ginto projektai、G.Janulytės-Bernotienės studija、4PLIUS、Architektūros linija、Gečia、Dviejų grupė、Urbanistika。
プロジェクトチームと個々の建築家：
タダス・バルチューナス、ヴィータウタス・ビエクシャ、マリュス・カネヴィチュス; ユーラス・バルケヴィチュス、ヴィータウタス・チェカナウスカス、リナ・マスリュキエネ、マリュス・シャリャモラス、アルギルダス・ウムブラサス; ケースツティス・ペンペ、ギーティス・ラムニス; ダリュス・チュタ、ギンタラス・アウジアリス; アルヴィーダス・シェイボカス、ガブリエリス・マルジンスカス; アンドリュス・シキエスゲラス、アレクサンドラス・カヴァリャウスカス、マルティーナス・ナゲレ、ケースツティス・ルペイキス。
日本側は下記建築家が個々の展示を行った。
槇文彦、山本理顕、新居千秋、岩村和夫、古市徹雄、横河健、大野秀敏、芦原太郎、北山恒、国広ジョージ、隈研吾、古谷誠章、大江匡、千葉学、遠藤秀平、ヨコミゾマコト、手塚貴晴+手塚由比、アトリエワン、三分一博志、中武則、松山将勝、乾久美子、田中義彰、水野行偉、赤坂真一郎、藤田摂、前田慎、芦澤竜一、荒谷省午、吉村靖孝、土井一秀、古森弘一、金城司、灘本幸子、中村拓志、 武井誠+鍋島千恵/TNA、前田圭介、美濃祐央、君興治、中渡瀬拡司。

### 公開フォーラム
6月4日、JIA会館にて「21世紀の建築と都市を襲う大きな波」と題した公開フォーラムが開催された。このフォーラムは気候変動や先進工業国における人口減少、旧先進国間の経済摩擦や経済成長、そして原子力安全などの問題に取り組み、建築界にとってよりよい未来の創造のための意見交換の場として開かれた。前述の変化は19世紀の産業革命と同じく、知識、経済そして社会の基盤として引き継がれていくと思われる。
フォーラムには両国3名ずつのスピーカーが登壇しました。リトアニア側はギンタラス・チャイカウスカス、リナス・ナウヨカイティスとリナス・トゥレイキスが、日本側は大野秀敏、古谷誠章と千葉学がそれぞれの国の見方を話し合った。

### 学生ワークショップ
学生によるワークショップは5月31日から6月3日にかけ、銀座東急ビルを会場に開かれました。10名のリトアニア人学生と11名の日本人学生の混合グループを4つ作り、「新しいデザイン戦略による魅力ある銀座の創造」というテーマのもと、課題に取り組んだ。
それぞれのグループが現地を調査し、それに基づいたデザインの提案を「歴史的建物の保全的・現代的解釈」、「小規模商業ビル間の垂直的回遊性」、「巨大再開発ビルの表層及びファサードデザイン」、「公有地・私有地のオープンスペースの活用」の4つのテーマからひとつ選び、作成した。完成した案は6月4日に発表した。
参加学生所属大学は、
- 日本：明治大学、慶応義塾大学、芝浦工業大学、多摩美術大学、
- リトアニア：カウナス工科大学、ヴィリニュス芸術アカデミー[13]、ヴィリニュス芸術アカデミー附属カウナス芸術学部[14]、ヴィリニュス・ゲディミナス工科大学であった。

## 「EAST-EAST 4」
第4回目のEast-Eastフォーラムは今回はじめて他のイベントと合同開催される運びとった。2ヶ月に及ぶ国際的なコンテンポラリーイベントとなるカウナス建築フェスティバルの一環として2013年23月〜27日、カウナス・ジャルギリスアリーナにて開催された。
今回はアジア・欧州財団（ASEF）による「第2回クリエイティブ・エンカウンター、アジア・欧州間における文化協力プログラム」の援助を受けた。クリエイティブ・エンカウンターとは全アジアのアーティストとアート組織を繋ぐアートネットワークアジア（ANA）との協同プログラムであり、欧州ネットワークにおけるクリエイティブアートスペースを提供するトランスヨーロッパハル（TEH）からも協力を得ている。
日本からは千葉学、古谷誠章、赤松佳珠子、原田真宏、安田幸一、家成俊勝、宮晶子、保坂猛らが参加した。
イベント閉幕時には2010年にプリツカー賞を受賞した建築家・西沢立衛が妹島和世と西沢立衛による建築家ユニットSANAAを代表して基調講演を行った。

### 展示会
9月24日〜10月16日、日・リ両国の建築家による合同作品展示会が開催された。また、同イベント参加建築家以外からもSANAA、藤本壮介、小嶋一浩らも作品を提供した。
リトアニア側からは、Šarūno Kiaunės projektavimo studija、R.Paleko Arch-studija、シギタス・クンツェヴィチュス、Andre Baldi、Aketuri architektai、L＆G Projektai、G.Natkevičius ir partneriai、E.Miliūno studija、Kančo studija、G.Janulytės-Bernotienės studija、Baltas fonas、ギンタラス・クギニス、ダリュス・チャプリンスカス、アンドリュス・ツィプリヤウスカス、ゲディミナス・ブラヴァス、Eventus Pro、Projektavimo ir restauravimo institutas、ダリュス・チュタ、4PLIUSが参加した。

### 公開フォーラム
今回のフォーラムでは複数の建築家により2回講演会が開かれた。9月24日には家成俊勝、宮晶子、27日には千葉学、古谷誠章が講演を行った。

### 学生ワークショップ
学生によるワークショップは9月24日〜26日にかけて行われ、リトアニア側から11人、日本側から7人の学生が参加し、日・リ混合編成の4グループに分かれ「都市開発と河川の関係」というテーマのもとそれぞれが効果的な建築コンセプトを提案した。
カウナス市の都市計画の一つである市に隣接する河川地域の再計画は、第一回イース・イーストが開催された時の課題であり、今回11年ぶりに学生側から再提案された。カウナス市は二河川の合流地点という特異な環境に位置しているにもかかわらず、都市生活にその特徴は生かされることがなかった。よって、ウォーターフロントを日常生活に活用する建築計画を探ることはワークショップの重要課題であった。
9月27日、学生側から最終的なデザインが提案され、日・リ建築家による合同審査会により「フローティングタワー」（罍 彩子、メデイナ・クルティナイティーテ、モク・サイモン・ティング・シャン、アンタナス・シャルカウスカス、ヴィータウタス・レリース）が最優秀賞に選ばれた。
参加学生所属大学は、
- 日本：早稲田大学、東京大学、芝浦工業大学、東京工業大学、日本女子大学、
- リトアニア：カウナス工科大学、ヴィリニュス芸術アカデミー[13]、ヴィリニュス芸術アカデミー附属カウナス芸術学部[14]、ヴィリニュス・ゲディミナス工科大学であった。

## 「EAST-EAST 5」
2022年9月23日～26日にカウナス・ジャルギリスアリーナで開催された第5回目の「East-East」は、「Recovery（復興）」を包括的なテーマとして取り上げ、2022年のカウナス建築祭（KAFe2022）の主な焦点となった。「Recovery」というテーマは、人間の活動が周囲の環境を大きく変え、技術革新や産業開発、都市のスプロール化が持続可能な生活を歪め、天然資源を枯渇させているという事実に注目するために選ばれた。そこで「East-East 5」は、ますます厳しくなる環境の中でどう生きていくかを考え、自然への軸足を人間活動の優先順位とするために、都市構造を再考、癒すことによって復興することを呼びかけた。

### 展示会
展示会キュレーター: パウリュス・バイテクーナス、川勝真一。
人間の力と活動は、自然の景観や生態系を変え、広大な地域の土地利用だけでなく、地球の気候をも変化させてきた。時代を超えて、建築家はビジョンを生み出す力を持っている。今必要なのは、復興のためのビジョンである。
「East-East 5」展では、「復興のレシピ」として日本とリトアニアの優れた建築家の建築技術や哲学や建築プロセス、即ち模型、平面図、断面図、詳細図、手描き図、ダイヤグラム、不等角投影図などが紹介された。
展示会は、カウナスのモダニズム建築を代表する旧中央郵便局ビルで行われた。2019年に閉鎖され、今後は建築センターとして生まれ変わる予定である。
リトアニアと日本の建築家、建築スタジオによる40のプロジェクトが展示された。
日本側出展者：　海法圭、西田司、田根剛、吉村靖孝、山田紗子、津川 恵理、冨永美保、増田信吾、寺本健一、能作文徳、門脇耕三。
リトアニア側出展者：　Audrius Ambrasas Architects、Do Architects、ギンタラス・バルチーティス、A2SM Architektai、Aketuri Architektai、G. Natkevičius ir partneriai、Paleko architektų studija + architektų studija Plazma、Office de Architectura、Processoffice、Vilniaus architektūros studija、Arches、Šarūno Kiaunės projektavimo studija、Archinova + PLH Arkitekter、Nebrau、ラウリーナス・ジャケービチュス、LG projektai & GAL architektai。

### 公開フォーラム
キュレーター: アンドリュス・ロポラス、吉村靖孝。
日本からは西田司、山田紗子、海法圭、吉村靖孝、寺本健一、増田信吾、リトアニアからはガブリエレ・シャルカウスキエネとアンタナス・シャルカウスカス、ヴィタウタス・ビエクシャ、ガブリエレ・ウバレヴィチューテとギエドリュス・ママヴィチュス、エドガラス・ネニシュキスがフォーラムに参加した。
議論は、「East-East 5」のプリンシパル・キュレーターである国広ジョージとギンタラス・バルチーティスによりまとめられた。
フォーラムのハイライトは、日本を代表する現代建築家、隈研吾による基調講演「自然に還る」であった。
9月26日、カウナス工科大学建設・建築学部で、田根剛、津川絵理、川勝真一が講演を行った。

### 学生ワークショップ
キュレーター: マルティーナス・マロザス、海法圭。
学生ワークショップのタイトル「A Playground for Recovery」にも、復興というテーマが反映されている。カウナスの中心部にある未完成の建築、「ブリタニカ・ホテル」がワークショップの舞台になった。
日本人学生10名とリトアニア人学生8名からなる混合の5組のデザインチームが、以下の5つのアプローチでホテル・ブリタニカに挑んだ。
1．文化と遊ぶCultural Playground in Kaunasチーム （「カウナスの文化的遊び場」、パトリツィヤ・マルケウィチューテ、イグナス・アルラウスカス、木嶋真子、北垣直輝）がこのホテルを革新的な文化センターとして復興させることを提案した。
2．経済と遊ぶEat.Sleep.Work.Repeatチーム （「食べる・寝る・働く・繰り返す」、アデレ・アストラウスカイテ、ガブリエレ・イベナイテ、清水耀葉、須佐基輝）がホテルを街の経済に付加価値を生み出す独立した仕組みと捉えた。
3．生態系と遊ぶECOctopusチーム  (マルティーナス・スタクウィレーウィチュス、タウトウィーダス・ジーケウィチュス、佐藤啓花、安藤尚哉）がこのホテルを、都市の生態系を強化する場として生まれ変わらせることを提案した。
4．エネルギーと遊ぶPlay Energy!チーム  (アウクセ・ウィルケウィチューテ、柴垣映里奈、酒向正都）がチームは、ホテルをエネルギーを生み出し、近隣と共有する建物へと転換することを想定していた。
5．人々と遊ぶNeighbourhood-ingチーム  (「近所付き合い」、ウィリュス・ヤグミナス、野田夢乃、木村哲）が様々な公共空間をつなぐ橋渡しとして、ホテルの復興を提案した。
ワークショップの準備は8月22-26日のビデオ会議で始まり、ワークショップ自体は9月24-25日にカウナス工科大学建設・建築学部で開催された。そして、9月26日にワークショップの成果を公開発表した。
参加学生所属大学は、 
- 日本：早稲田大学、東京大学、芝浦工業大学、東京理科大学、明治大学、法政大学、京都大学、信州大学
- リトアニア：カウナス工科大学、ヴィリニュス芸術アカデミー[13]、ヴィリニュス芸術アカデミー附属カウナス芸術学部[14]。